# Đuso Šimara-Pužarov
Đuso Šimara-Pužarov (u mađarskim dokumentima Simara Gyula) (Martince, Mađarska, 1949. – 1994.), bio je hrvatski pjesnik iz južne Mađarske. Rodom je iz sela Martinaca.
Njegov rad je proučavala akademistica HAZU Sanja Vulić.

## Djela
- Još uvijek snivam
- Stojim pred vama

Prepjevao je usmenu narodnu pripovijetku Jozo i Jela.
Neke pjesme su mu ušle u antologiju hrvatske poezije u Mađarskoj 1945. – 2000. urednika Stjepana Blažetina Rasuto biserje. 
Svojim djelima je ušao u antologiju Pjesništvo Hrvata u Mađarskoj = Poemaro de kroatoj en Hungario, urednika Đure Vidmarovića, Marije Belošević i Mije Karagića.

## Vanjske poveznice
- Oktatási és Kulturális Minisztérium  Arhivirana inačica izvorne stranice od 1. lipnja 2010. (Wayback Machine) Okvirni program hrv. jezika i književnosti za dvojezične škole
- Hrvatski glasnik br.43/2005.  Arhivirana inačica izvorne stranice od 6. lipnja 2007. (Wayback Machine) Županijsko natjecanje u kazivanju stihova